# Normanna-Riff
Das Normanna-Riff ist ein Riff im Palmer-Archipel vor der Westküste des Grahamlands im Norden der Antarktischen Halbinsel. In der Gruppe der Melchior-Inseln liegt es nahe dem Zentrum zur südlichen Einfahrt in die Meerenge The Sound.
Der Name des Riffs ist erstmals auf einer Landkarte verzeichnet, die auf Grundlage von Vermessungen durch Wissenschaftler der britischen Discovery Investigations im Jahr 1927 entstand. Wahrscheinlich geht die Benennung auf einen früheren Zeitpunkt zurück und ist Walfängern zuzuschreiben. Vermutlicher Namensgeber ist das Walfangschiff D/S Normanna aus dem norwegischen Sandefjord.